# Прапор Гребінківського району
Пра́пор Гребі́нківського райо́ну затверджений 28 лютого 2001 р. 18-ю сесією Гребінківської районної ради 23-го скликання.

## Опис
Прапор району має відношення 2:3 з метою поєднання символіки району, в поданому варіанті запропоновано колористичне поєднання теми з застосуванням кольорів прапора Полтавщини, держави та Переяславського князівства, в яке входила Гребінківщина і де основним кольором прапора був малиновий.
За основу враховувались символи залізничного транспорту, сільського господарства, символ творчості й поетичного дару Єгена Гребінки.
Історична частина виражена малиновим кольором пам'яті народу про криваві війни, боротьбу за незалежність. Синій колір — колір прапора області і держави (стійкий, сильний, вірний) за геральдичними правилами — боротьба за свободу.
До композиції прапора внесено символ Гребінківщини — колосок символізує сільськогосподарський напрямок розвитку району, символ багатих урожайних земель, щедрості й добробуту, перо — вказує на зв'язок із видатним письменником — земляком Євгеном Гребінкою, емблема залізничного транспорту характеризує місто Гребінку як залізничний вузол.
Козацький хрест — символ вічності, духовності, святості, основний символ прапора Полтавського полку (XVIII століття) поширений елемент прапорів Полтавських полків, основний елемент прапора Полтавської області.